# NGC 3017
NGC 3017 je galaksija u zviježđu Sekstantu.

## Vanjske poveznice
- SEDS: NGC 3017